# Iodobenzen
Iodobenzenul este un compus organic cu formula chimică C6H5I. Este un lichid incolor.

## Obținere
Iodobenzenul se obține în laborator de la anilină, utilizând o reacție Sandmeyer. În prima etapă, grupa aminică este diazotată cu acid clorhidric și azotit de sodiu. Iodura de potasiu este adăugată sării de diazoniu formate, formând iodobenzen și azot gazos. Produsul se separă prin distilare.
O altă metodă presupune refluxarea iodului cu benzen în mediu de acid nitric:
{\displaystyle {\ce {C6H6 + I2 -> C6H5I + HI}}}